# Asyūṭ
Asyūṭ (in arabo أسيوط‎?) è una città dell'Egitto, capoluogo del governatorato omonimo. È situata alla latitudine 27°10'14" N, sulla riva sinistra del Nilo. Il moderno nome arabo deriva dal nome copto. In epoca greco-romana la città era detta Licopoli ("città dei lupi"; in greco: Λυκόπολις, o anche letteralmente ἡ Λύκων πόλις).
La città è un importante centro agricolo del Medio Egitto (prevalgono le coltivazioni di grano e cotone) e ospita la terza più importante università dell'Egitto. Dalla fine degli anni settanta, la città è diventata il più importante centro del paese (dopo Il Cairo) per la riflessione teorica e la pratica politica del cosiddetto fondamentalismo islamico; vi si pratica l'islamismo sunnita d'indirizzo giuridico-teologico hanbalita-wahhabita.
La popolazione, secondo il censimento del 2021 era di 528 669 abitanti, e comprende anche una consistente minoranza di religione cristiana copta.

## L'antica Asyūṭ
In epoca egizia il nome della località fu Asyiut, che attraverso il copto Syowt, si è trasformato nel nome attuale.
| O34 · G39 | G1 | G43 | t · Z4 · O49 |

| O34 · G39 | G1 | G43 | t · Z4 · O49 |

La città fu capoluogo del 13° nomos dell'Alto Egitto, Atef-Khent (Alto Sicomoro). Divinità principali di Siut erano Upuaut e Anubi, divinità egizie legate al culto dei morti e spesso rappresentate come lupo (Upuaut) e sciacallo (Anubi).
Dal punto di vista archeologico la località è importante per la presenza di una necropoli rupestre che ospita sepolture che vanno dalla IX alla XII dinastia, appartenute ai governanti del distretto.
Una tradizione, tramandata dallo storico Diodoro Siculo (ii. 88; comp. Aelian. Hist. An. x. 28), racconta che un esercito etiope, che aveva invaso l'Egitto, fu ricacciato oltre le mura della città di Elefantina da orde di lupi.
Champollion, decifratore dei geroglifici egizi, nella sua opera Description de l'Égypte, riporta il mito secondo cui Osiride, tornato dalle ombre sotto forma di lupo a Lycopolis, aiutò Iside e Horo nel combattimento contro Tifone.
Nei secoli passati ad Asyut aveva termine la carovaniera che collegava, con un viaggio di 40 giorni, l'Egitto con il Sudan. Intorno al 1850 la città era sede del più importante mercato di schiavi della regione.
Nell'antica Licopoli dell'Alto Egitto (e non l'omonimo centro minore sul Delta del Nilo) ebbe con ogni probabilità i natali il filosofo greco Plotino.

## Amministrazione

### Gemellaggi
- Iași, dal 1995[8]